# Жиул (футбольный клуб)
«Жиул» (рум. Clubul Sportiv Municipal Jiul Petroșani) — румынский футбольный клуб из города Петрошани.

## История
«Жиул» — один из старейших действующих клубов Румынии. Основанный до таких команд, как «Стяуа» Бухарест, Динамо «Бухарест» или «Рапид» Бухарест, «Жиул» в лучшие свои времена занимал 2-е место (1924/25) в национальном чемпионате, но, несмотря на взлеты и падения, «Жиул» на протяжении большей части своего существования постоянно присутствовал в первых двух эшелонах системы футбольной лиги Румынии, что сделало его традиционным клубом в стране. В сезоне 1973/74 одержал победу в розыгрыше Кубка Румынии.
После 1990 года у «шахтеров» были моменты блеска, но закрытие шахт в долине Жиу, главного двигателя местной экономики, привело к упадку команды, которая почти ежегодно оказывалась под угрозой банкротства.